# ضاحية بيرمبالور
بيرامبور رمزها «PE» (بالإنجليزية: Perambalur)‏ ، هو تقسيم إداري لدولة الهند تتبع ولاية تاميل نادو (بالإنجليزية: Tamil  Nadu)‏ ، مركزها هو مدينة بيرامبور (بالإنجليزية: Perambalur)‏ عدد سكانها حسب تعداد سنة 2001 هو 486,971 ، مساحتها 1,752 كم² وكثافة السكان 278 لكل كم² .